# جان بی. هیوود
جان بی. هیوود (انگلیسی: John B. Heywood; ۱۸۲۵ – ۱ ژانویهٔ ۱۸۷۰) یک عکاس آمریکایی بود که در سال‌های ۱۸۵۶-۱۸۶۱ در بوستون، ماساچوست کار می‌کرد. نمونه‌هایی از عکس‌های او در کتابخانه عمومی نیویورک و انجمن تاریخی ماساچوست قرار دارند.
هیوود در شروزبری، ماساچوست به دنیا آمد. پدر او دانیل هیوود و مادرش ماریا بروکسدر بودند. در سال ۱۸۴۹ با مری راسل اندروز ازدواج کرد.

## نگارخانه

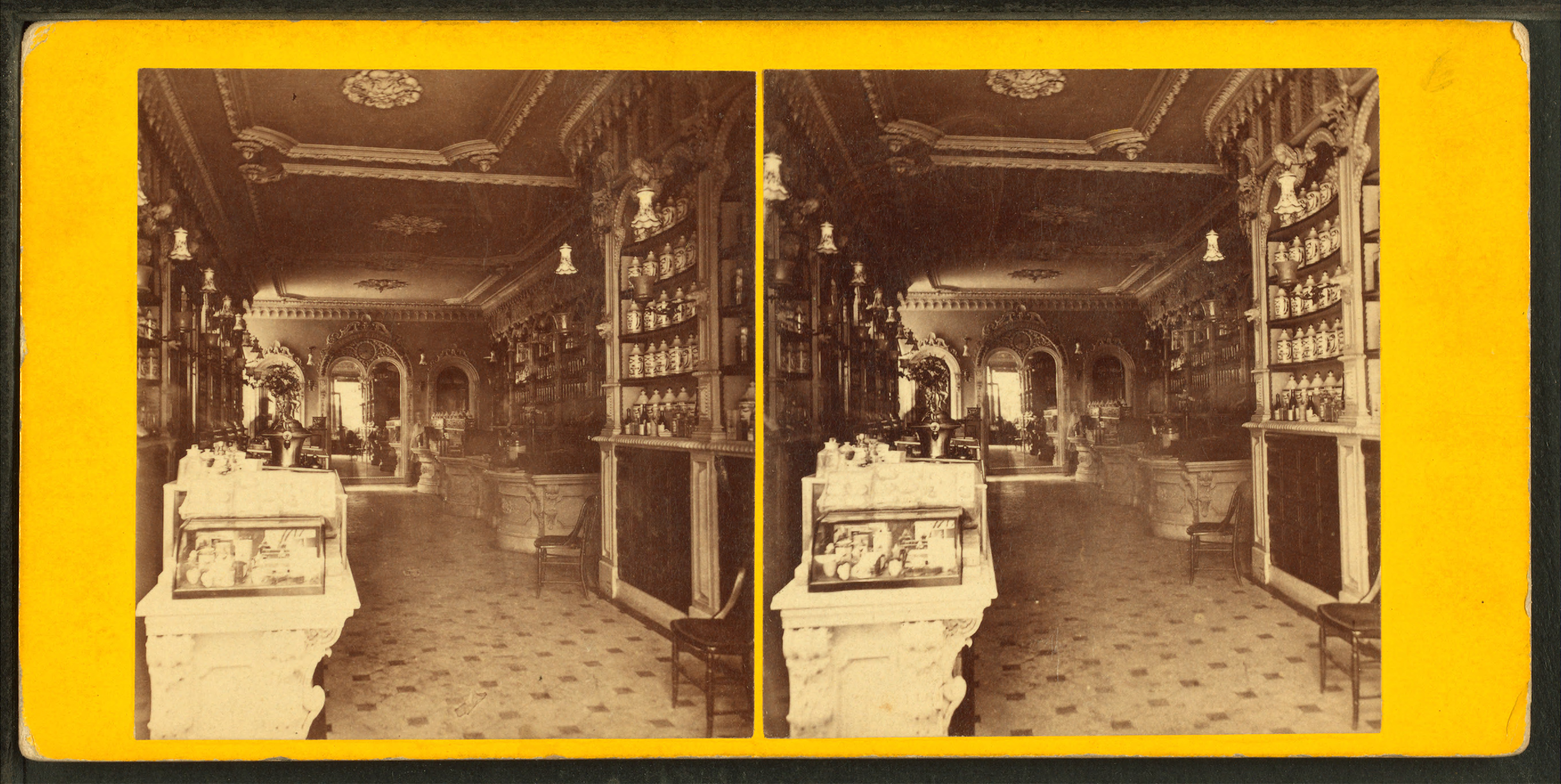
داروخانه، بوستون، قرن ۱۹
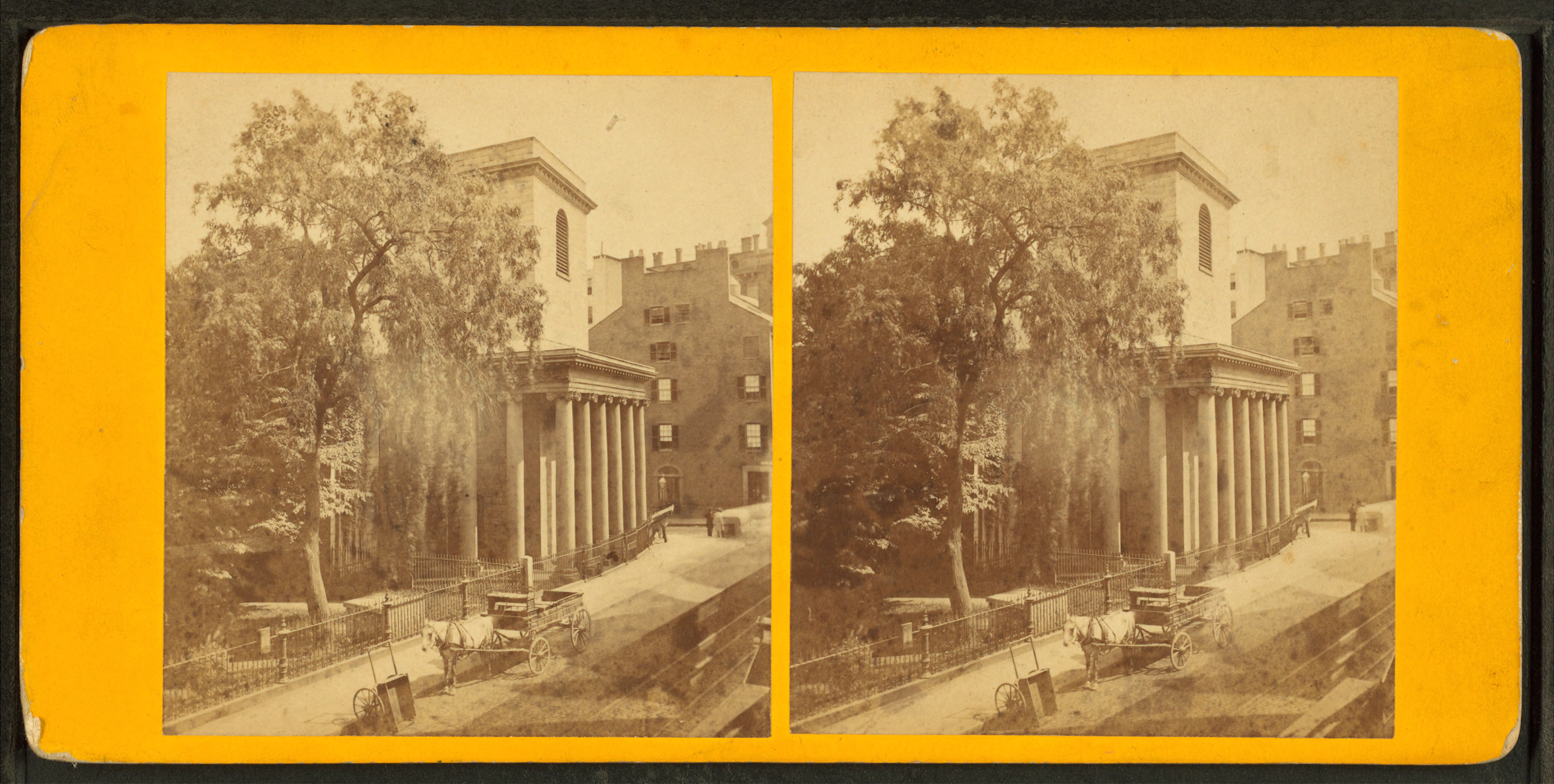
خیابان ترمونت، بوستون، قرن ۱۹
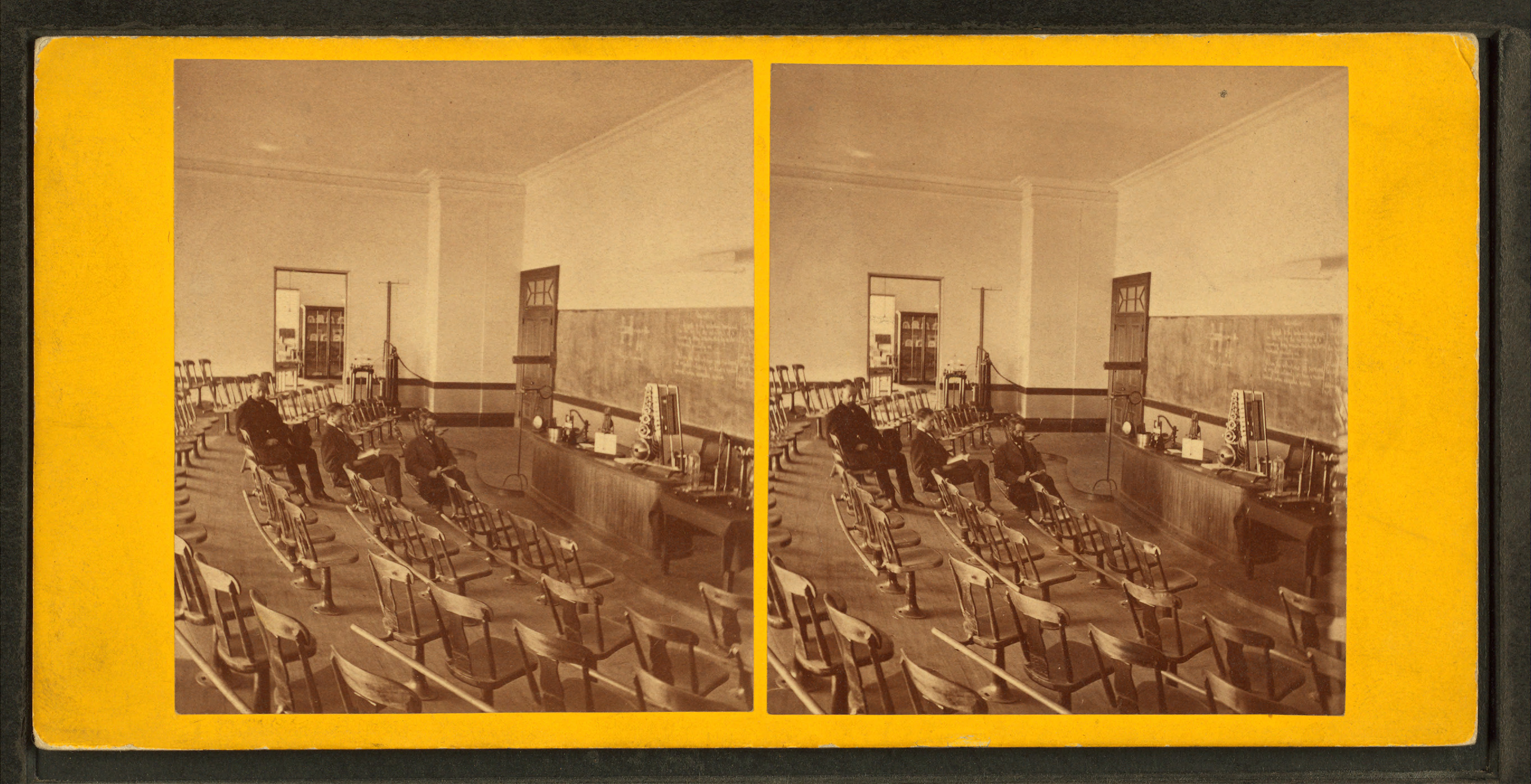
موسسه فناوری، بوستون، قرن ۱۹
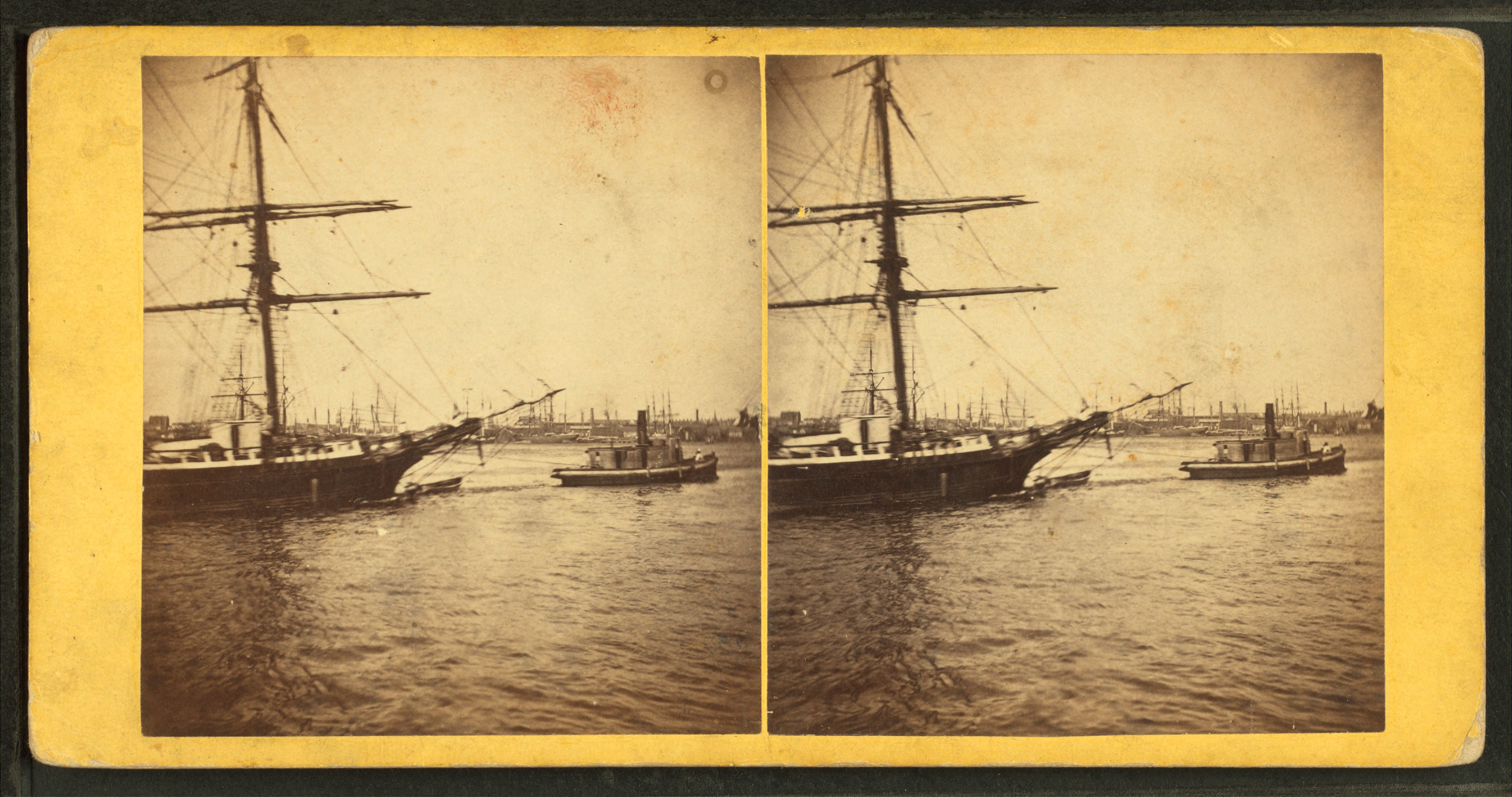
بندر بوستون، قرن ۱۹
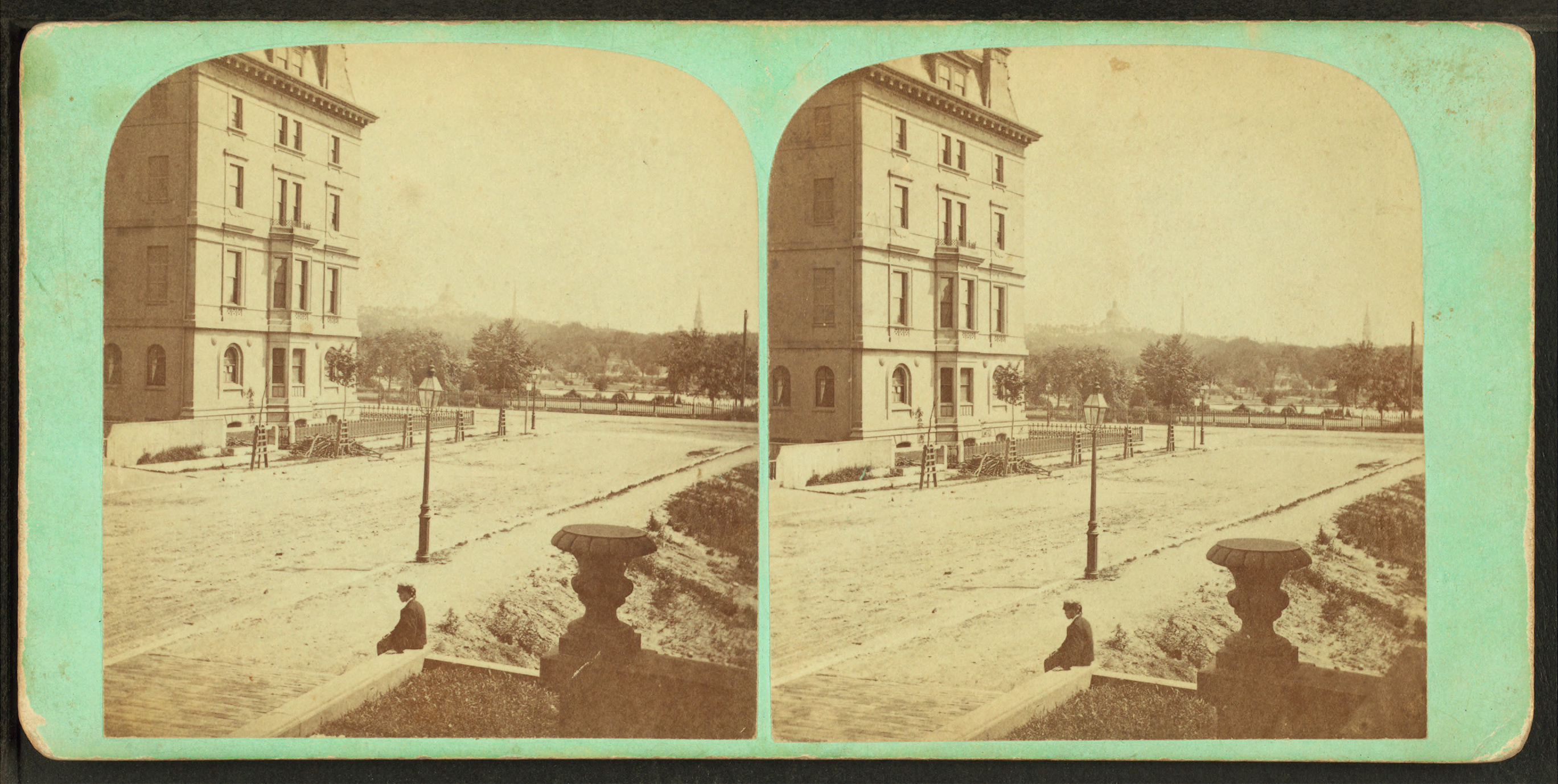
خیابان نیوبوری، بوستون، قرن ۱۹
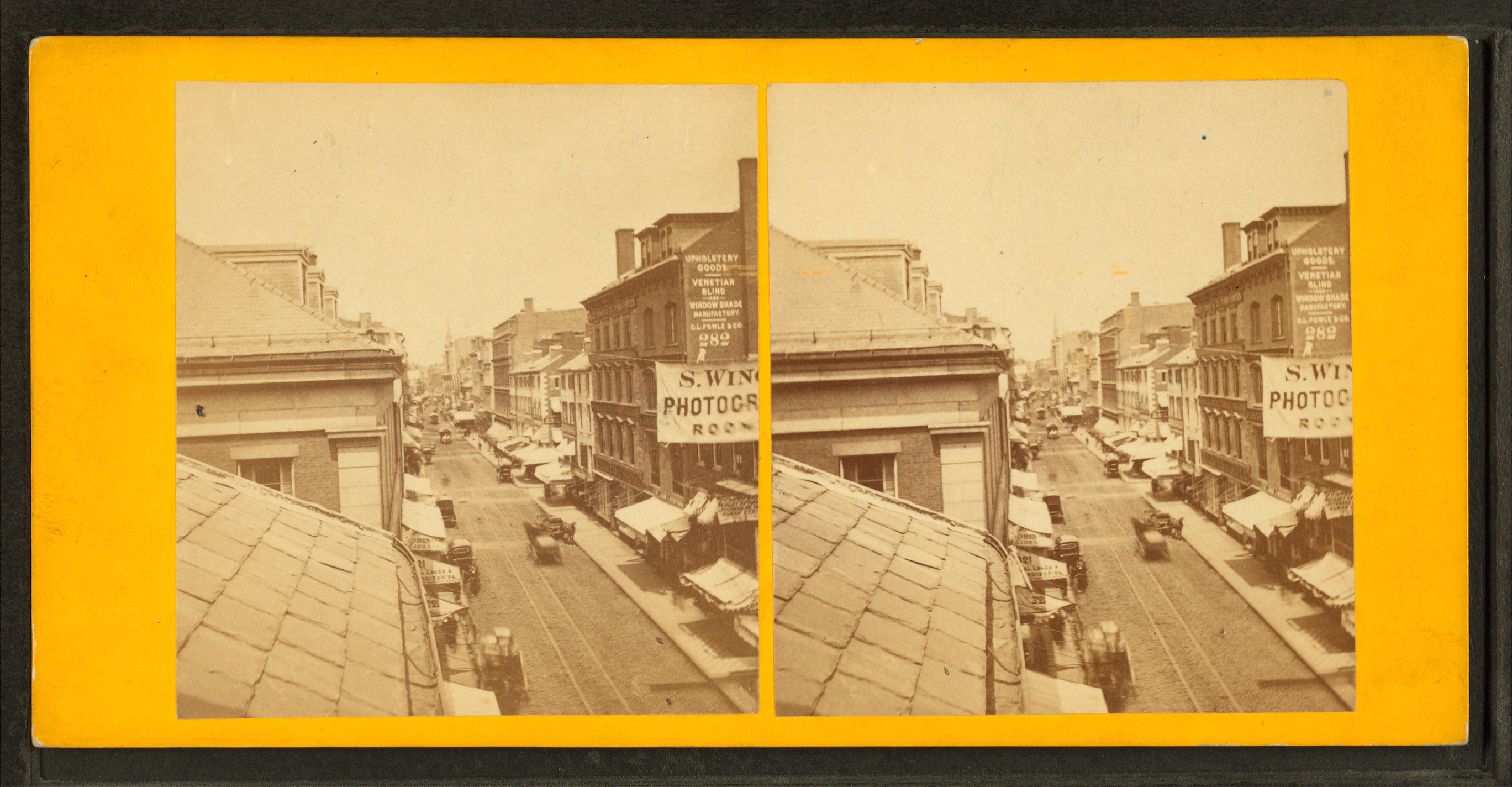
خیابان واشینگتن، بوستون، قرن ۱۹
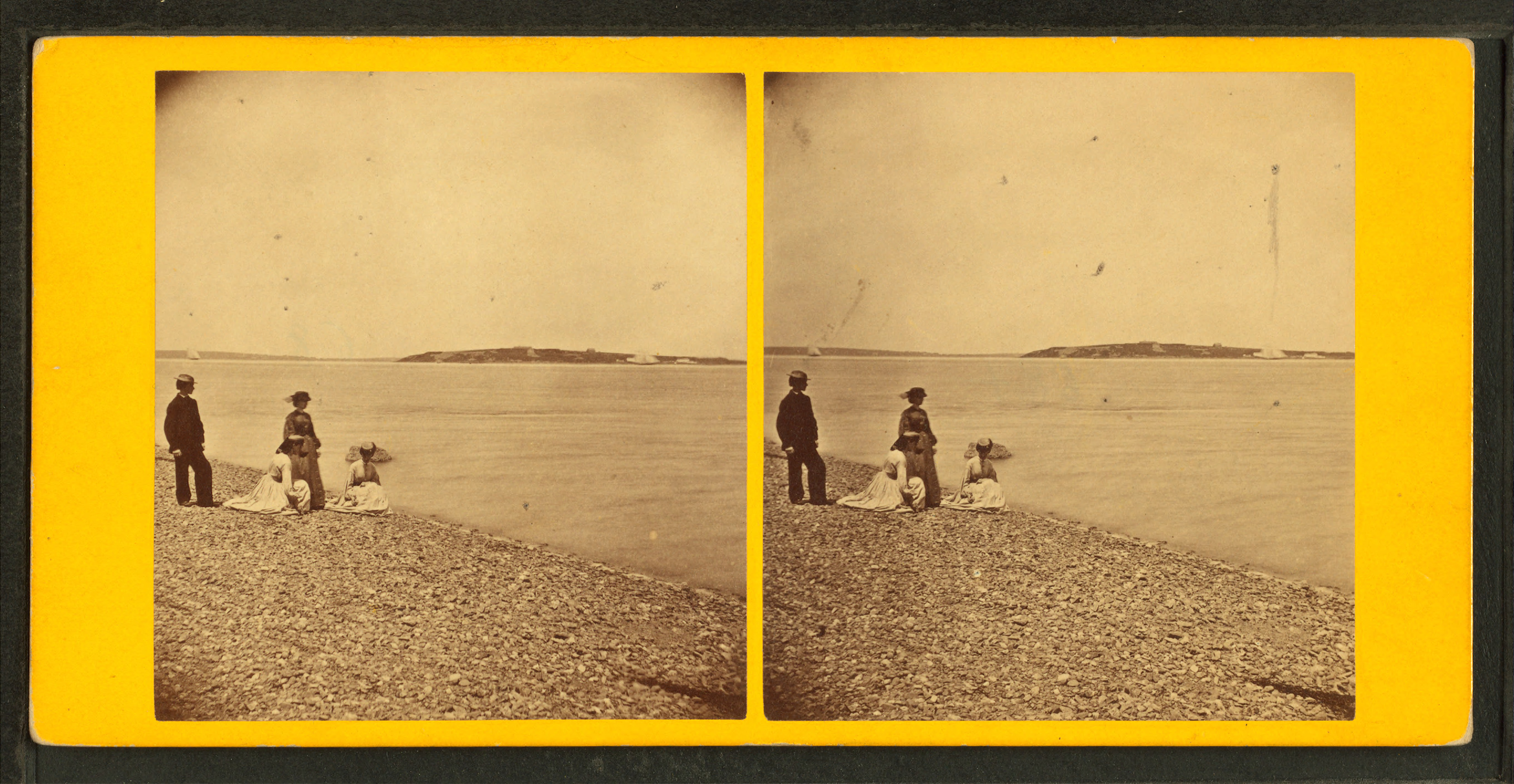
ساوت بوستون و نمایی از فورت وینتروپ، ماساچوست، قرن ۱۹